# 遠藤慶勝
遠藤 慶勝（えんどう よしかつ）は、江戸時代初期の美濃国郡上藩の世嗣。官位は従五位下・長門守。

## 略歴
初代藩主・遠藤慶隆の長男として誕生。正室は本多康重娘。
嫡子として生まれ、慶長11年（1606年）に叙任する。慶長19年（1614年）、大坂冬の陣に出陣したが発病。慶長20年（1615年）、家督を継ぐことなく28歳で早世した。慶隆は慶勝に代わり、外孫（慶勝の甥）・慶利を養子に迎え嫡子とした。